# Abierto de Dinamarca
El Abierto de Dinamarca es un torneo de bádminton que se juega anualmente en diferentes ciudades danesas desde el año 1935.

## Ediciones
| Año            | Individual masculino     | Individual femenino   | Dobles masculino                               | Dobles femenino                         | Dobles mixto                                |
| -------------- | ------------------------ | --------------------- | ---------------------------------------------- | --------------------------------------- | ------------------------------------------- |
| 1935           | Poul Nielsen             | Ruth Frederiksen      | Aksel Hansen Svenn Strømann                    | Tonny Olsen Bodil Riise                 | Poul Nielsen Ruth Frederiksen               |
| 1936           | Maurice Field            | Tonny Olsen           | T. H. Boyle K. Woods                           | Ruth Dalsgaard D. Graham                | T. H. Boyle O. Wilson                       |
| 1937           | H. S. Ong                | D. M. C. Young        | Carl Frøhlke Tage Madsen                       | Tonny Olsen Bodil Riise                 | H. S. Ong F. M. Creen                       |
| 1938           | Tage Madsen              | Tonny Olsen           | Ralph Nichols Raymond M. White                 | Q. M. Allan Ruth Dalsgaard              | Ralph Nichols V. M. Stapies                 |
| 1939– 1945     | No celebradas            | No celebradas         | No celebradas                                  | No celebradas                           | No celebradas                               |
| 1946           | Conny Jepsen             | Tonny Olsen           | Preben Dabelsteen Jørn Skaarup                 | Tonny Ahm Kirsten Thorndahl             | Tage Madsen Kirsten Thorndahl               |
| 1947           | Poul Holm                | Tonny Olsen           | Preben Dabelsteen Jørn Skaarup                 | Aase Schiøtt Jacobsen Marie Ussing      | Tage Madsen Kirsten Thorndahl               |
| 1948           | Jørn Skaarup             | Tonny Olsen           | Børge Frederiksen Tage Madsen                  | Tonny Ahm Kirsten Thorndahl             | Tage Madsen Kirsten Thorndahl               |
| 1949           | David G. Freeman         | Tonny Olsen           | Ooi Teik Hock Teoh Seng Khoon                  | Tonny Ahm Kirsten Thorndahl             | Chan Kok Leong Tonny Ahm                    |
| 1950           | Nils Jonson              | Tonny Olsen           | Arve Lossmann John Nygaard                     | Tonny Ahm Kirsten Thorndahl             | Børge Frederiksen Tonny Ahm                 |
| 1951           | Wong Peng Soon           | Tonny Olsen           | Ong Poh Lim Ismail Marjan                      | Tonny Ahm Kirsten Thorndahl             | Arve Lossmann Kirsten Thorndahl             |
| 1952           | Jørn Skaarup             | Aase Schiøtt Jacobsen | Ong Poh Lim Ismail Marjan                      | Tonny Ahm Kirsten Thorndahl             | David Choong Tonny Ahm                      |
| 1953           | Eddie Choong             | Aase Schiøtt Jacobsen | David Choong Eddie Choong                      | Iris Cooly June White                   | Eddie Choong Agnete Friis                   |
| 1954           | No celebrada             | No celebrada          | No celebrada                                   | No celebrada                            | No celebrada                                |
| 1955           | Finn Kobberø             | Aase Schiøtt Jacobsen | Jorgen Hammergaard Hansen Finn Kobberø         | Anni Jørgensen Kirsten Thorndahl        | Jørn Skaarup Anni Jørgensen                 |
| 1956– 1966     | No celebrada             | No celebrada          | No celebrada                                   | No celebrada                            | No celebrada                                |
| 1966           | Svend Pri                | Lizbeth von Barnekow  | Ng Boon Bee Tan Yee Khan                       | Karin Jørgensen Ulla Strand             | Finn Kobberø Ulla Strand                    |
| 1967           | Tan Aik Huang            | Noriko Takagi         | Ng Boon Bee Tan Yee Khan                       | Noriko Takagi Hiroe Amano               | Svend Pri Ulla Strand                       |
| 1968           | Tan Aik Huang            | Eva Twedberg          | Ippei Kojima Kazumasa Nichino                  | Noriko Takagi Hiroe Amano               | Per Walsøe Pernille Mølgaard                |
| 1969           | Svend Pri                | Hiroe Yuki            | Ippei Kojima Bjørn Andersen                    | Noriko Takagi Hiroe Yuki                | Henning Borch Imre Rietveld Nielsen         |
| 1970           | Ippei Kojima             | Eva Twedberg          | Henning Borch Erland Kops                      | Etsuko Takenaka Machiko Aizawa          | Klaus Kaagaard Ulla Strand                  |
| 1971           | Rudy Hartono             | Noriko Takagi         | Ng Boon Bee Punch Gunalan                      | Noriko Takagi Hiroe Yuki                | Svend Pri Ulla Strand                       |
| 1972           | Svend Pri                | Eva Twedberg          | Ng Boon Bee Punch Gunalan                      | Noriko Nakayama Hiroe Yuki              | Wolfgang Bochow Marieluise Wackerow         |
| 1973           | Rudy Hartono             | Hiroe Yuki            | Tjun Tjun Johan Wahjudi                        | Joke van Beusekom Marjan Luesken        | Elo Hansen Ulla Strand                      |
| 1974           | Svend Pri                | Hiroe Yuki            | Tjun Tjun Johan Wahjudi                        | Machiko Aizawa Etsuko Takenaka          | Elo Hansen Ulla Strand                      |
| 1975           | Rudy Hartono             | Lene Køppen           | Tjun Tjun Johan Wahjudi                        | Imelda Wiguno Theresia Widiastuty       | Tjun Tjun Regina Masli                      |
| 1976           | Svend Pri                | Lene Køppen           | David Eddy Eddy Sutton                         | Joke van Beusekom Marjan Luesken        | Steen Skovgaard Lene Køppen                 |
| 1977           | Flemming Delfs           | Hiroe Yuki            | Bengt Fröman Thomas Kihlström                  | Barbara Giles Jane Webster              | Steen Skovgaard Lene Køppen                 |
| 1978           | Liem Swie King           | Lene Køppen           | Steen Skovgaard Flemming Delfs                 | Verawaty Wiharjo Imelda Wigoeno         | Steen Skovgaard Lene Køppen                 |
| 1979           | Flemming Delfs           | Lene Køppen           | Masao Tsuchida Yoshitaka Iino                  | Mikiko Takada Atsuko Tokuda             | Ray Stevens Nora Perry                      |
| 1980           | Prakash Padukone         | Ivanna Lie            | Steen Skovgaard Flemming Delfs                 | Gillian Gilks Nora Perry                | Mike Tredgett Nora Perry                    |
| 1981           | Morten Frost             | Lene Køppen           | Ade Chandra Christian Hadinata                 | Nora Perry Jane Webster                 | Mike Tredgett Nora Perry                    |
| 1982           | Morten Frost             | Wu Jianqui            | Park Joo-bong Lee Eun-ku                       | Lin Ying Wu Dixi                        | Thomas Kihlström Nora Perry                 |
| 1983           | Morten Frost             | Qian Ping             | Thomas Kihlström Stefan Karlsson               | Nora Perry Jane Webster                 | Thomas Kihlström Nora Perry                 |
| 1984           | Morten Frost             | Kirsten Larsen        | Park Joo-bong Kim Moon-soo                     | Kim Yun-ja Yoo Sang-hee                 | Martin Dew Gillian Gilks                    |
| 1985 (marzo)   | Morten Frost             | Zheng Yuli            | Li Yongbo Tian Bingyi                          | Kim Yun-ja Yoo Sang-hee                 | Dipak Taylor Nora Perry                     |
| 1985 (octubre) | Morten Frost             | Kim Yun-ja            | Steen Fladberg Jesper Helledie                 | Kim Yun-ja Yoo Sang-hee                 | Nigel Tier Gillian Gowers                   |
| 1986           | Morten Frost             | Zheng Yuli            | Li Yongbo Tian Bingyi                          | Gillian Clark Gillian Gowers            | Martin Dew Gillian Gilks                    |
| 1987           | Torben Carlsen           | Lee Young-Suk         | Razif Sidek Jalani Sidek                       | Atsuko Tokuda Yoshiko Tago              | Mark Christiansen Maria Bengtsson           |
| 1988           | Poul-Erik Høyer Larsen   | Li Lingwei            | Li Yongbo Tian Bingyi                          | Lin Ying Guan Weizhen                   | Jesper Knudsen Nettie Nielsen               |
| 1989           | Morten Frost             | Tang Jiuhong          | Li Yongbo Tian Bingyi                          | Lin Ying Guan Weizhen                   | Jesper Knudsen Nettie Nielsen               |
| 1990           | Poul-Erik Høyer Larsen   | Tang Jiuhong          | Li Yongbo Tian Bingyi                          | Lotte Olsen Dorte Kjær                  | Thomas Lund Pernille Dupont                 |
| 1991           | Hermawan Susanto         | Susi Susanti          | Zheng Yumin Huang Zhanzhong                    | Nettie Nielsen Gillian Gowers           | Thomas Lund Pernille Dupont                 |
| 1992           | Darren Hall              | Susi Susanti          | Thomas Lund Jon Holst-Christensen              | Lim Xiaoqing Christine Magnusson        | Thomas Lund Pernille Dupont                 |
| 1993           | Poul-Erik Høyer Larsen   | Ye Zhaoying           | Thomas Lund Jon Holst-Christensen              | Lisbeth Stuer-Lauridsen Lotte Olsen     | Thomas Lund Catrine Bengtsson               |
| 1994           | Poul-Erik Høyer Larsen   | Camilla Martin        | Denny Kantono Antonius Budi Ariantho           | Lim Xiaoqing Christine Magnusson        | Thomas Lund Marlene Thomsen                 |
| 1995           | Poul-Erik Høyer Larsen   | Lim Xiaoqing          | Thomas Lund Jon Holst-Christensen              | Lisbeth Stuer-Lauridsen Marlene Thomsen | Cheng Xingdong Peng Xingyong                |
| 1996           | Thomas Stuer-Lauridsen   | Gong Zhichao          | Thomas Stavngaard Jim Laugesen                 | Rikke Olsen Helene Kirkegaard           | Michael Søgaard Rikke Olsen                 |
| 1997           | Dong Jiong               | Camilla Martin        | Jon Holst-Christensen Michael Søgaard          | Ann Jørgensen Majken Vange              | Jens Eriksen Marlene Thomsen                |
| 1998           | Peter Gade               | Camilla Martin        | Ricky Subagja Rexy Mainaky                     | Qin Yiyuan Tang Hetian                  | Jon Holst-Christensen Ann Jørgensen         |
| 1999           | Poul-Erik Høyer Larsen   | Camilla Martin        | Martin Lundgaard Hansen Lars Paaske            | Gao Ling Qin Yiyuan                     | Liu Yong Ge Fei                             |
| 2000           | Peter Gade               | Zhou Mi               | Eng Hian Flandy Limpele                        | Lin Chen Jiang Xuelian                  | Michael Søgaard Rikke Olsen                 |
| 2001           | Bao Chunlai              | Camilla Martin        | Martin Lundgaard Hansen Lars Paaske            | Helene Kirkegaard Rikke Olsen           | Tri Kusharjanto Emma Ermawati               |
| 2002           | Chen Hong                | Camilla Martin        | Ha Tae-kwon Kim Dong-moon                      | Wei Yili Zhao Tingting                  | Kim Dong-moon Hwang Yu-mi                   |
| 2003           | Lin Dan                  | Gong Ruina            | Ha Tae-kwon Kim Dong-moon                      | Yang Wei Zhang Jiewen                   | Kim Dong-moon Ra Kyung-min                  |
| 2004           | Lin Dan                  | Xie Xingfang          | Lars Paaske Jonas Rasmussen                    | Wei Yili Zhao Tingting                  | Chen Qiqiu Zhao Tingting                    |
| 2005           | Lee Chong Wei            | Pi Hongyan            | Chan Chong Ming Koo Kien Keat                  | Kumiko Ogura Reiko Shiota               | Thomas Laybourn Kamilla Rytter Juhl         |
| 2006           | Chen Hong                | Jiang Yanjiao         | Lars Paaske Jonas Rasmussen                    | Kamila Augustyn Nadiezda Kostiuczyk     | Anthony Clark Donna Kellogg                 |
| 2007           | Lin Dan                  | Lu Lan                | Koo Kien Keat Tan Boon Heong                   | Yang Wei Zhang Jiewen                   | He Hanbin Yu Yang                           |
| 2008           | Peter Gade               | Wang Lin              | Markis Kido Hendra Setiawan                    | Wong Pei Tty Chin Eei Hui               | Joachim Fischer Nielsen Christinna Pedersen |
| 2009           | Simon Santoso            | Tine Rasmussen        | Koo Kien Keat Tan Boon Heong                   | Pan Pan Zhang Yawen                     | Joachim Fischer Nielsen Christinna Pedersen |
| 2010           | Jan Ø. Jørgensen         | Wang Yihan            | Mathias Boe Carsten Mogensen                   | Miyuki Maeda Satoko Suetsuna            | Thomas Laybourn Kamilla Rytter Juhl         |
| 2011           | Chen Long                | Wang Xin              | Jung Jae-sung Lee Yong-Dae                     | Wang Xiaoli Yu Yang                     | Joachim Fischer Nielsen Christinna Pedersen |
| 2012           | Lee Chong Wei            | Saina Nehwal          | Shin Baek-Cheol Yoo Yeon-Seong                 | Ma Jin Tang Jinhua                      | Xu Chen Ma Jin                              |
| 2013           | Chen Long                | Wang Yihan            | Lee Yong-Dae Yoo Yeon-Seong                    | Bao Yixin Tang Jinhua                   | Zhang Nan Zhao Yunlei                       |
| 2014           | Chen Long                | Li Xuerui             | Fu Haifeng Zhang Nan                           | Wang Xiaoli Yu Yang                     | Xu Chen Ma Jin                              |
| 2015           | Chen Long                | Li Xuerui             | Lee Yong-Dae Yoo Yeon-Seong                    | Jung Kyung-Eun Shin Seung-Chan          | Ko Sung-hyun Kim Ha-na                      |
| 2016           | Tanongsak Saensomboonsuk | Akane Yamaguchi       | Goh V Shem Tan Wee Kiong                       | Misaki Matsutomo Ayaka Takahashi        | Joachim Fischer Nielsen Christinna Pedersen |
| 2017           | Srikanth Kidambi         | Ratchanok Intanon     | Liu Cheng Zhang Nan                            | Lee So-Hee Shin Seung-Chan              | Tang Chun Man Tse Ying Suet                 |
| 2018           | Kento Momota             | Tai Tzu-ying          | Marcus Fernaldi Gideon Kevin Sanjaya Sukamuljo | Yuki Fukushima Sayaka Hirota            | Zheng Siwei Huang Yaqiong                   |
| 2019           | Kento Momota             | Tai Tzu-ying          | Marcus Fernaldi Gideon Kevin Sanjaya Sukamuljo | Baek Ha-Na Jung Kyung-Eun               | Praveen Jordan Melati Daeva Oktivianti      |
| 2020           | Anders Antonsen          | Nozomi Okuhara        | Marcus Ellis Chris Langridge                   | Yuki Fukushima Sayaka Hirota            | Mark Lamsfuß Isabel Herttrich               |
| 2021           | Viktor Axelsen           | Akane Yamaguchi       | Takuro Hoki Yugo Kobayashi                     | Huang Dongping Zhang Yufei              | Yuta Watanabe Arisa Higashino               |
| 2022           | Shi Yu Qi                | He Bing Jiao          | Fajar Alfian Muhammad Rian Ardianto            | Chen Qing Chen Jia Yi Fan               | Zheng Si Wei Huang Ya Qiong                 |